# Sylvestre Radegonde
Louis Sylvestre Radegonde (né le 16 mars 1956 à La Digue, Seychelles) est un diplomate et homme politique seychellois, qui est haut-commissaire au Royaume-Uni entre 1989 et 1993 et de 2017 à 2020 ambassadeur en France. Depuis 2020, il est ministre des Affaires étrangères et du Tourisme.

## Biographie
Sylvestre Radegonde est titulaire d'un diplôme d'études supérieures en diplomatie et d'une maîtrise en études diplomatiques de l'université de Westminster à Londres.
Il a commencé sa carrière diplomatique en 1976. Il a été haut-commissaire au Royaume-Uni, en Malaisie et ambassadeur en Belgique. En 2005, il rejoint la présidence et devient directeur général de l'Office de tourisme. En 2007, il commence à travailler pour DHL Clinical Trials Logistics.
En 2017, il devient ambassadeur des Seychelles en France. Un an plus tard, il est nommé ambassadeur extraordinaire à Monaco. En 2019, il est accrédité en tant qu'ambassadeur non-résident des Seychelles auprès de la fédération de Russie.
Le 3 novembre 2020, l'Assemblée nationale le nomme au poste de ministre des Affaires étrangères et du Tourisme. Sa candidature est soutenue par 30 députés, sans voix contre. Le 16 novembre de la même année, il prête serment.

## Vie privée
Sylvestre Radegonde est marié et père de trois fils.